# 가진 것 없소이다
"가진 것 없소이다"는 한국에서 제작된 임선 감독의 1992년 코미디 영화이다. 엄도일 등이 주연으로 출연하였다.

## 출연

### 주연
- 엄도일
- 박근형
- 박재영

### 조연
- 최승경
- 전운
- 이상원
- 양택조
- 김남일
- 박은선
- 박동룡
- 유화춘
- 유일문
- 권성영
- 유창국
- 장인한
- 홍윤정
- 권혁진
- 정봉연
- 최광호
- 황인조
- 홍성찬
- 노사강
- 정영국
- 안진수
- 조상현
- 김선도
- 함철훈
- 최명호
- 김태동
- 이승훈
- 정두홍
- 원풍연
- 정윤헌
- 김상범

## 기타
- 원작자: 박봉성
- 조명: 최입춘
- 의상: 권오수
- 의상: 장지희